# Baixir Xihab II
Baixir II Xihab (àrab: بشير الثاني الشهابي, Baxīr aṯ-Ṯānī ax-Xihābī) (1767-1851) fou emir del Líban (1788-1840) de religió drusa.
Va néixer a Ghazir el 1767. El seu pare, l'emir Qàssim, va morir quan encara Baixir era molt jove i aviat va haver de participar en política a Dayr al-Qàmar, la capital del Líban. El xeic Qàssim Jumblat fou el primer que es va adonar de les seves capacitats; va tenir certs èxits i Qàssim i Baixir van actuar com aliats. El 1788, cansat dels abusos recaptatoris dels paixàs de Sidó, Trípoli del Líban i Damasc, l'amir governador del Líban, Yússuf Xihab va convocar una reunió de notables del país a Dayr al-Qàmar. Yússuf va comunicar a la reunió que no podia arribar a un acord amb el paixà Jazzar de Sidó i va presentar la renúncia, demanant escollir un successor, càrrec que va recaure en Baixir Xihab. Va anar a veure al paixà otomà a Acre, la seva fortalesa principal, i va obtenir el nomenament.
El 1794 Jazzar Paixà va encoratjar una revolta al Líban i va convèncer un dels fills de Yússuf d'aspirar al càrrec d'amir governador, mentre per un altre costat prometia suport a Baixir a canvi d'una forta quantitat de diners. Va haver de pagar, però d'acord amb Jumblat va començar a fer neteja d'elements opositors; Jumblat i els Amad van matar (amb la seva autorització) els caps dels Nakad durant una recepció.
No es va comprometre ni a favor ni en contra de Napoleó i quan aquest va abandonar Egipte, Baixir va anar al campament del gran visir otomà a al-Arix i va obtenir un firman imperial que posava el Líban sota autoritat directe de la Sublim Porta, firman que després va quedar sense efecte.
En aquest temps i després van ser els Amad els que foren atacats i obligats a sortir del Líban en tres onades repressives el 1799, 1808 i 1819. En tot aquest temps no va parar de reclutar homes i va arribar a tenir un exèrcit de 15.000 homes equivalents als soldats de tots els paixàs de Síria junts, i a més estaven molt ben entrenats.
El nou paixà de Sidó, Sulayman, que el 1804 havia succeït a Jazzar, era més humanitari i Baixir s'hi va aliar en contra de Yússuf Kanj Paixà, paixà de Damasc, nomenat el 1807. El 1810 Yússuf Kanj va reclamar el control de la vall de la Bekaa i no hi va haver manera de fer-lo canviar d'idea. Llavors Baixir va marxar amb les seves tropes cap a Damasc i Yússuf va haver de fugir a Egipte, passant el govern de Damasc a Sulayman (1810-1811) i el 1811 a Sulayman Silahdar Paixà. El 1818 Sàlih Paixà va succeir breument a Silahdar, però al cap de poc va pujar al govern de Damasc, Abd-Al·lah Paixà, que el 1820 va reclamar també la Bekaa i Baixir va haver de marxar altre cop contra Damasc, i llavors Abd-Al·lah hi va renunciar i va esdevenir aliat de Baixir. El 1821 Darwix Paixà va obtenir el favor de la Porta que li va confiar el govern de Damasc i va atacar Abd-Al·lah, amb el suport del paixà d'Alep. Abd-Al·lah es va refugiar a Acre i Baixir va demanar ajut a Egipte.
Muhàmmad Ali d'Egipte no va trigar a aprofitar l'ocasió i va intervenir en favor de Baixir: va anar a Constantinoble i va convèncer a la Porta, i Baixir va resultar políticament triomfador. Darwix fou substituït per Mustafà Paixà (1822)
El 1822 es va posar contra Jumblat al que va carregar amb fortes contribucions i quan aquest va resistir, el va derrotar en combat (1824).
D'altra banda Baixir va tenir diversos actes de tolerància amb els cristians i això li va valer el suport dels maronites i dels catòlics i del cònsol de França (fins i tot el papa Pius VII va escriure el 1816 a l'amir per agrair-li la seva generositat); en relació amb els drusos, va establir un segon cap religiós al que va enfrontar a l'antic cap únic xaykh al-Akl.
El 1831 Muhàmmad Alí, després que l'Imperi Otomà havia perdut Grècia i havia estat derrotat pels russos i que el cos de geníssers havia estat dissolt el 1826, va decidir passar a l'ofensiva. La Porta va demanar el suport del Líban, però Baixir va respondre que no calia esperar suport d'aquells als que sempre havia ignorat. Els libanesos van combatre a les forces otomanes del paixà Uthman a Trípoli del Líban, van participar en la marxa contra Damasc, van ajudar a la intendència egípcia i van protegir la seva rereguarda fins a Alep; a canvi Muhàmmad va reconèixer els antics privilegis del Líban i es va comprometre a no interferir en els afers interns (1833). Però quan Muhàmmad Alí va haver de declarar el servei militar obligatori i augmentar els impostos, i va voler aplicar aquestes disposicions al Líban, a la muntanya dels drusos i al Hauran hi van esclatar revoltes (tardor del 1837 i hivern del 1837 al 1838) i milers d'egipcis hi van morir. L'estiu del 1838 els egipcis van patir una nova derrota a l'Antilíban. El combat decisiu entre egipcis i otomans es va lliurar a Nezib al començament del 1839. Els egipcis van obtenir la victòria, van posar en fuita als turcs i van amenaçar de marxar a Constantinoble. Rússia va venir en ajut dels turcs segons els termes del tractat de Hunkar Iskelesi del 1833, França donava suport al paixà egipci i Anglaterra intentava negociar a favor dels otomans.
Emissaris britànics i otomans van anar al Líban per intentar guanyar a l'amir Baixir a la seva causa. Baixir va temporitzar, però els libanesos es van revoltar de manera general contra els egipcis. França va quedar aïllada al costat d'Egipte (estiu del 1840) i Turquia, Rússia i Gran Bretanya van signar el tractat de Londres. Unitats navals aliades van arribar a aigües libaneses; un destacament otomà va desembarcar a Junieh. Els libanesos revoltats, els otomans i els "colls blaus" van derrotar Ibrahim Paixà a Bahrsaf i van proclamar governador del Líban a Baixir III.
Baixir II Xihab es va rendir als britànics a Sidó i fou conduït en exili a Malta. Mesos després fou autoritzat a instal·lar-se a l'Àsia Menor on va restar fins al 1851, quan va morir sent enterrat a l'església catòlica armènia de Galata. Les seves restes foren portades al Líban el 1946.